# Draculo celetus
Draculo celetus és una espècie de peix de la família dels cal·lionímids i de l'ordre dels perciformes.

## Morfologia
- Els mascles poden assolir 4,5 cm de longitud total.[3]

## Hàbitat
És un peix marí, de clima subtropical i demersal.

## Distribució geogràfica
Es troba a Moçambic i Sud-àfrica.

## Observacions
És inofensiu per als humans.